# Prinzregentenstraße

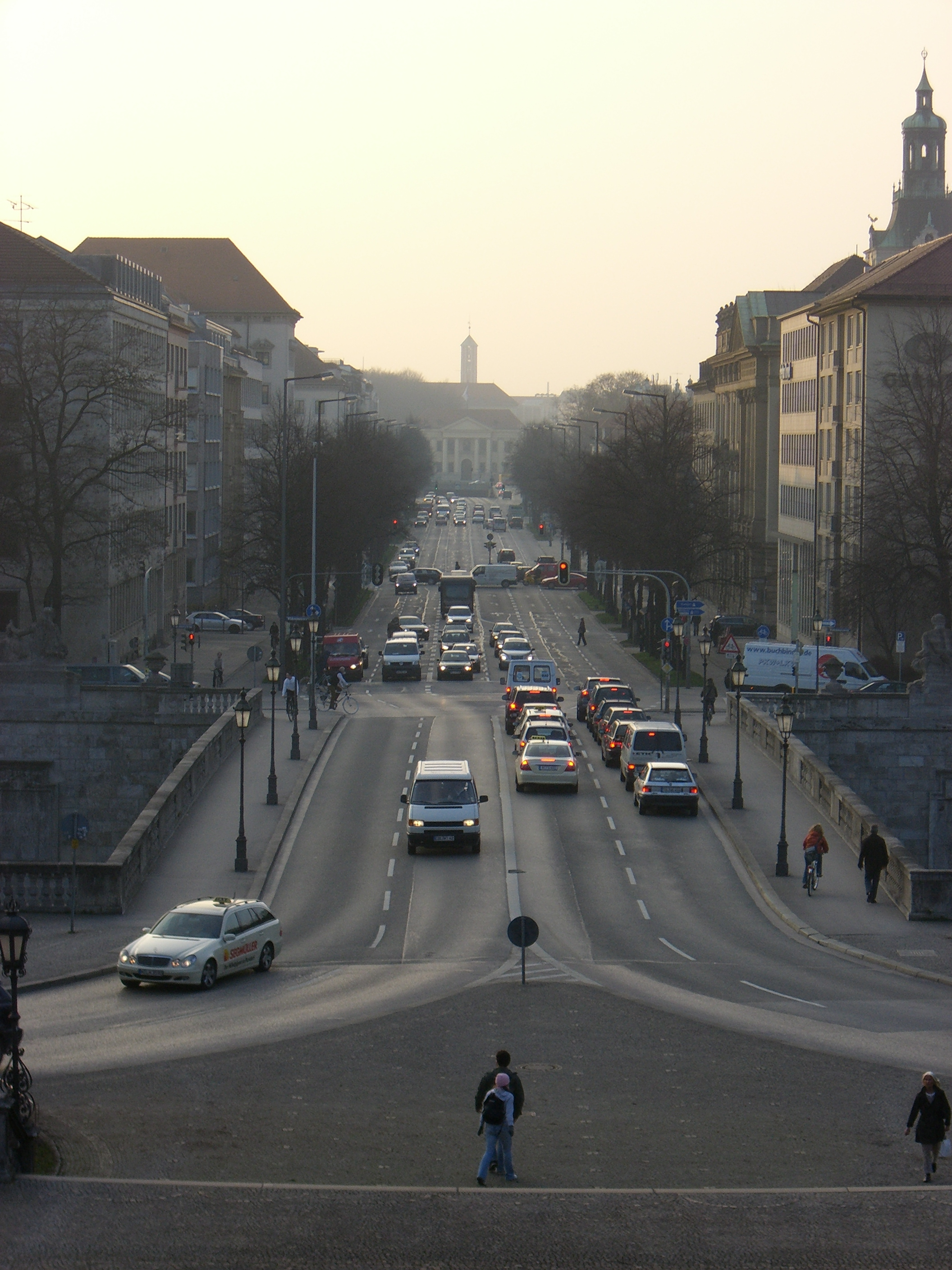
Prinzregentenstraße

La Prinzregentenstraße (in tedesco: [pʁɪnts.ʁeˌɡɛntənˌʃtʁaːsə]) a Monaco di Baviera è una delle quattro strade reali che inizia dalla via Maximilianstraße e ha come primo edificio il Prinz-Carl-Palais, nella parte nord-orientale. Il viale fu costruito dal 1891 in poi come indirizzo privilegiato per la classe media durante il regno di Luitpold, il principe reggente di Baviera e viene nominato in suo onore. La piazza nella parte orientale della strada si chiama Prinzregentenplatz.

## Architetture

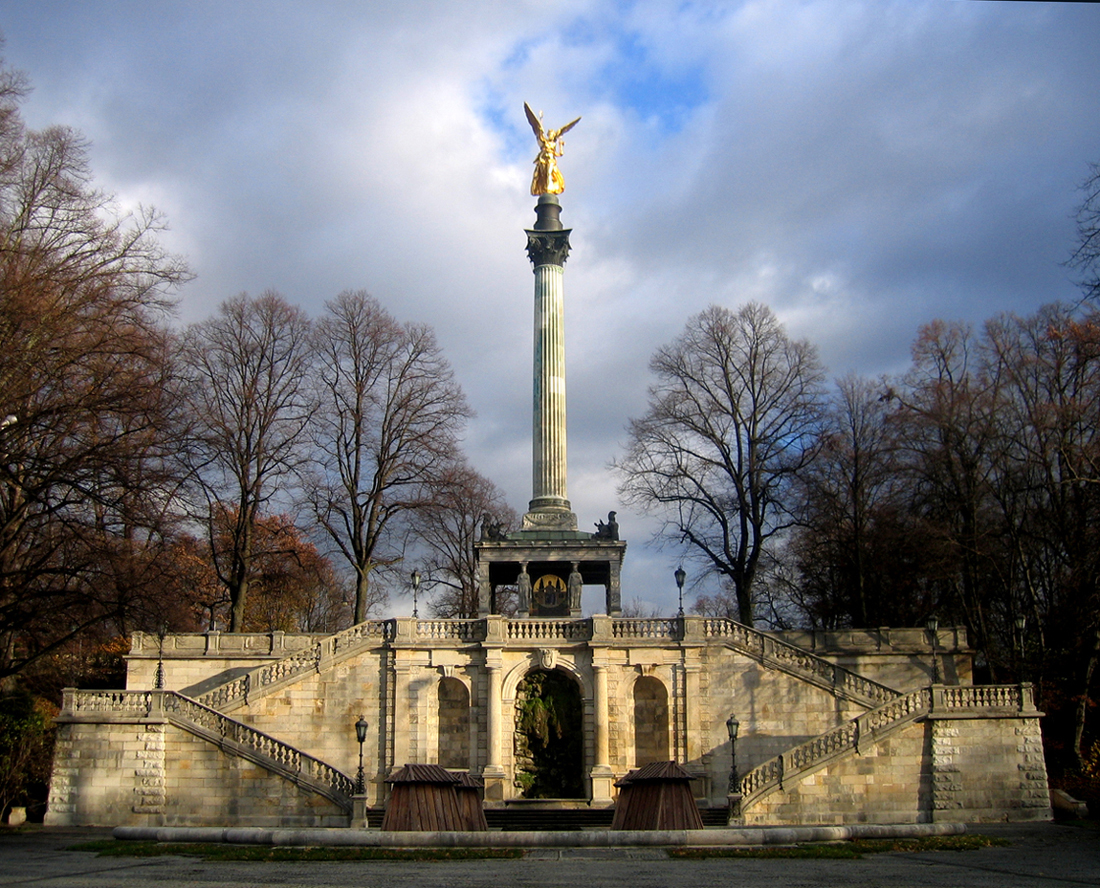
Angelo della Pace

Molti musei si trovano lungo il viale, come ad esempio il Bayerisches Nationalmuseum (Museo Nazionale Bavarese, di Gabriel von Seidl 1894-1900), lo Schackgalerie (di Max Littmann, 1907) e la Villa Stuck (1898) di Franz von Stuck. Il viale attraversa il fiume e circonda il Friedensengel (Angelo della Pace), un monumento che commemora i 25 anni di pace dopo la guerra franco-prussiana del 1871. Nel 1891 fu costruito un ponte acciaio un progetto creato dall'architetto Friedrich von Thiersch, che fu finanziato dal Principe Reggente. Era decorato da quattro sculture in pietra che simboleggiavano la Baviera, la Svevia, la Franconia e il Palatinato.
In inverno il Prinzregentstadion sul lato orientale veniva utilizzato per pattinare sul ghiaccio, e per gli anni successivi lo stadio si è trasformato in una piscina all'aperto. Il Prinzregententheater (di Max Littmann, 1901), un importante teatro della città, si trova a più a est del quartiere. Nella parte più orientale della Prinzregentenstraße possiamo trovare la chiesa di San Gabriele costruita nel 1925-1926 da Otho Orlando Kurz e Eduard Herbert.

## Prinzregentenstraße durante il Terzo Reich

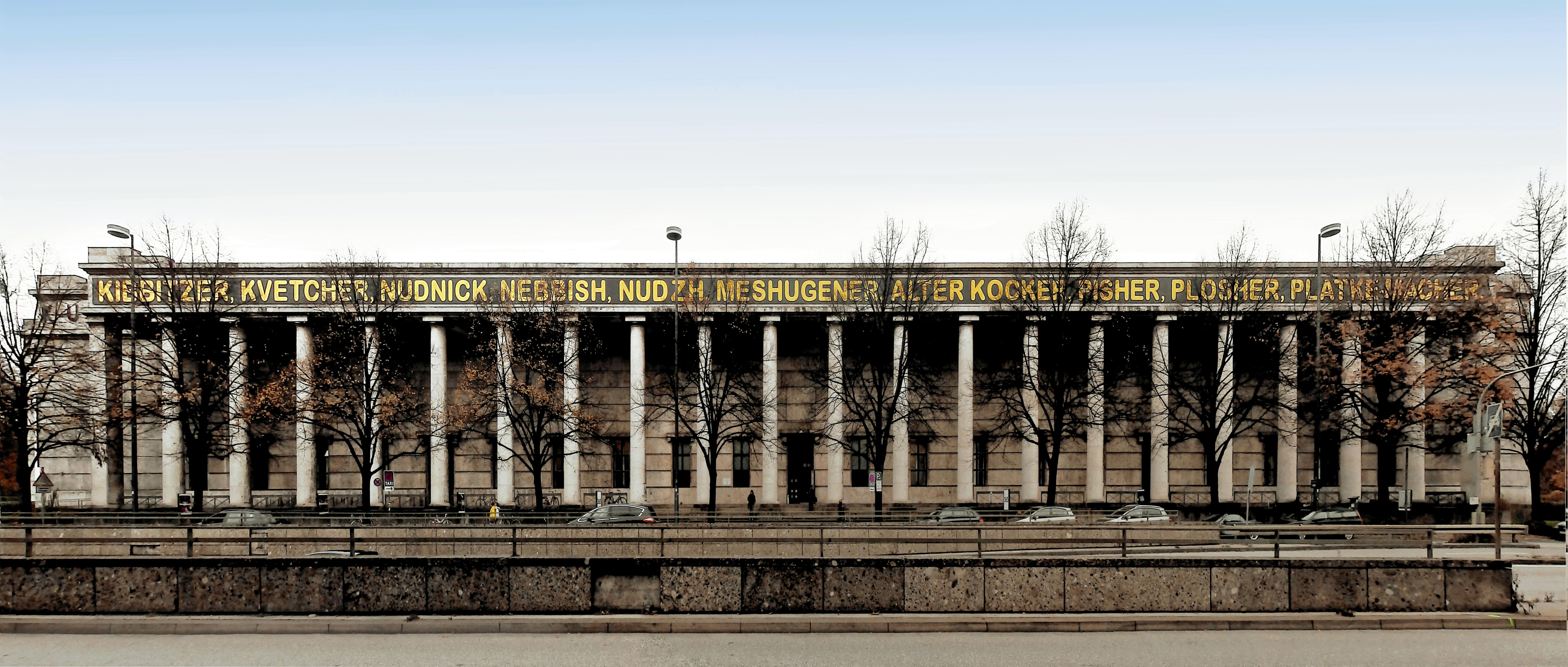
Haus der Kunst

A partire dal Haus der Kunst ("House of Art" ", 1933-1937 di Paul Ludwig Troost) la Prinzregentenstraße fu modificata dal partito nazista.
L'ex Luftgaukommando Sud di fronte al Museo Nazionale fu costruito nel 1937/38 durante il Terzo Reich e progettato dal tedesco Bestelmeyer.
L'appartamento privato di Adolf Hitler a Monaco si trovava al 16 di Prinzregentenplatz. Era il suo indirizzo privato ufficiale.